# Alvania scuderii
Alvania scuderii is een slakkensoort uit de familie van de Rissoidae. De wetenschappelijke naam van de soort werd voor het eerst geldig gepubliceerd in 2017 door Villari.